# Mangueirinha
Mangueirinha là một đô thị thuộc bang Paraná, Brasil. Đô thị này có diện tích 1073,793 km², dân số năm 2007 là 17562 người, mật độ 16,5 người/km².